# 3 000 mètres aux championnats du monde d'athlétisme en salle
Pour un article plus général, voir Championnats du monde d'athlétisme en salle.
Le 3 000 mètres fait partie des épreuves inscrites au programme des premiers championnats du monde d'athlétisme en salle, en 1985 à Paris. 
Avec trois médailles d'or remportées, l'Éthiopien Haile Gebrselassie et l'Américain Bernard Lagat sont les athlètes masculins les plus titrés dans cette épreuve. L'Éthiopienne Meseret Defar détient le record de victoires féminines avec quatre titres, remportés consécutivement de 2004 à 2010. 
Les records des championnats du monde en salle sont actuellement détenus par Haile Gebrselassie, auteur de 7 min 34 s 71 en finale des Mondiaux en salle de 1997, et par l'Américaine Elinor Purrier St. Pierre qui établit le temps de 8 min 20 s 87 lors de l'édition 2024.

## Éditions
| Années | 87 | 89 | 91 | 93 | 95 | 97 | 99 | 01 | 03 | 04 | 06 | 08 | 10 | 12 | 14 | 16 | 18 | 22 | 24 | 25 | Total |
| ------ | -- | -- | -- | -- | -- | -- | -- | -- | -- | -- | -- | -- | -- | -- | -- | -- | -- | -- | -- | -- | ----- |
| Hommes | X  | X  | X  | X  | X  | X  | X  | X  | X  | X  | X  | X  | X  | X  | X  | X  | X  | X  | X  | X  | 20    |
| Femmes | X  | X  | X  | X  | X  | X  | X  | X  | X  | X  | X  | X  | X  | X  | X  | X  | X  | X  | X  | X  | 20    |

## Hommes

### Palmarès
| Édition | Or                                    | Argent                            | Bronze                          |
| ------- | ------------------------------------- | --------------------------------- | ------------------------------- |
| 1985    | João Campos 7 min 57 s 63             | Don Clary 7 min 57 s 78           | Ivan Uvizl 7 min 57 s 92        |
| 1987    | Frank O'Mara 8 min 3 s 32             | Paul Donovan 8 min 3 s 39         | Terry Brahm 8 min 3 s 92        |
| 1989    | Saïd Aouita 7 min 47 s 94 (CR)        | José Luis González 7 min 48 s 66  | Dieter Baumann 7 min 50 s 47    |
| 1991    | Frank O'Mara 7 min 41 s 14 (CR)       | Hammou Boutayeb 7 min 43 s 64     | Rob Denmark 7 min 43 s 90       |
| 1993    | Gennaro di Napoli 7 min 50 s 26       | Éric Dubus 7 min 50 s 57          | Enrique Molina 7 min 51 s 10    |
| 1995    | Gennaro Di Napoli 7 min 50 s 89       | Anacleto Jiménez 7 min 50 s 98    | Brahim Jabbour 7 min 51 s 42    |
| 1997    | Haile Gebrselassie 7 min 34 s 71 (CR) | Paul Bitok 7 min 38 s 84          | Ismaïl Sghyr 7 min 40 s 01      |
| 1999    | Haile Gebrselassie 7 min 53 s 57      | Paul Bitok 7 min 53 s 79          | Millon Wolde 7 min 53 s 85      |
| 2001    | Hicham El Guerrouj 7 min 37 s 74      | Mohammed Mourhit 7 min 38 s 94    | Alberto García 7 min 39 s 96    |
| 2003    | Haile Gebrselassie 7 min 40 s 97      | Alberto García 7 min 42 s 08      | Luke Kipkosgei 7 min 42 s 56    |
| 2004    | Bernard Lagat 7 min 56 s 34           | Rui Silva 7 min 57 s 08           | Markos Geneti 7 min 57 s 87     |
| 2006    | Kenenisa Bekele 7 min 39 s 32         | Saif Saaeed Shaheen 7 min 41 s 28 | Eliud Kipchoge 7 min 42 s 58    |
| 2008    | Tariku Bekele 7 min 48 s 23           | Paul Kipsiele Koech 7 min 49 s 05 | Abreham Cherkos 7 min 49 s 96   |
| 2010    | Bernard Lagat 7 min 37 s 97           | Sergio Sánchez 7 min 39 s 55      | Sammy Alex Mutahi 7 min 39 s 90 |
| 2012    | Bernard Lagat 7 min 41 s 44           | Augustine Choge 7 min 41 s 77     | Edwin Soi 7 min 41 s 78         |
| 2014    | Caleb Ndiku 7 min 54 s 94             | Bernard Lagat 7 min 55 s 22       | Dejen Gebremeskel 7 min 55 s 39 |
| 2016    | Yomif Kejelcha 7 min 57 s 21          | Ryan Hill 7 min 57 s 39           | Augustine Choge 7 min 57 s 43   |
| 2018    | Yomif Kejelcha 8 min 14 s 41          | Selemon Barega 8 min 15 s 59      | Bethwell Birgen 8 min 15 s 70   |
| 2022    | Selemon Barega 7 min 41 s 38          | Lamecha Girma 7 min 41 s 63       | Marc Scott 7 min 42 s 02        |
| 2024    | Josh Kerr 7 min 42 s 98               | Yared Nuguse 7 min 43 s 59        | Selemon Barega 7 min 43 s 64    |
| 2025    | Jakob Ingebrigtsen 7 min 46 s 09      | Berihu Aregawi 7 min 46 s 25      | Ky Robinson 7 min 47 s 09       |

## Femmes

### Palmarès
| Édition | Or                                           | Argent                                  | Bronze                               |
| ------- | -------------------------------------------- | --------------------------------------- | ------------------------------------ |
| 1985    | Debbie Scott 9 min 4 s 99                    | Agnese Possamai 9 min 9 s 66            | PattiSue Plumer 9 min 12 s 12        |
| 1987    | Tatyana Dorovskikh 8 min 46 s 52 (CR)        | Olga Bondarenko 8 min 47 s 08           | Maricica Puica 8 min 47 s 92         |
| 1989    | Elly van Hulst 8 min 33 s 82 (CR)            | Liz McColgan 8 min 34 s 80              | Margareta Keszeg 8 min 48 s 70       |
| 1991    | Marie-Pierre Duros 8 min 50 s 69             | Margareta Keszeg 8 min 51 s 51          | Lyubov Kremlyova 8 min 51 s 90       |
| 1993    | Yvonne Murray 8 min 50 s 55                  | Margareta Keszeg 9 min 2 s 89           | Lynn Jennings 9 min 3 s 78           |
| 1995    | Gabriela Szabo 8 min 54 s 50                 | Lynn Jennings 8 min 55 s 23             | Joan Nesbit 8 min 56 s 08            |
| 1997    | Gabriela Szabo 8 min 45 s 75                 | Sonia O'Sullivan 8 min 46 s 19          | Fernanda Ribeiro 8 min 49 s 79       |
| 1999    | Gabriela Szabo 8 min 36 s 42                 | Zahra Ouaziz 8 min 38 s 43              | Regina Jacobs 8 min 39 s 14          |
| 2001    | Olga Yegorova 8 min 37 s 48                  | Gabriela Szabo 8 min 39 s 65            | Yelena Zadorozhnaya 8 min 40 s 15    |
| 2003    | Berhane Adere 8 min 40 s 25                  | Marta Domínguez 8 min 42 s 12           | Meseret Defar 8 min 42 s 58          |
| 2004    | Meseret Defar 9 min 11 s 22                  | Berhane Adere 9 min 11 s 43             | Shayne Culpepper 9 min 12 s 15       |
| 2006    | Meseret Defar 8 min 38 s 80                  | Liliya Shobukhova 8 min 42 s 18         | Lidia Chojecka 8 min 42 s 59         |
| 2008    | Meseret Defar 8 min 38 s 79                  | Meselech Melkamu 8 min 41 s 50          | Mariem Alaoui Selsouli 8 min 41 s 66 |
| 2010    | Meseret Defar 8 min 51 s 17                  | Vivian Cheruiyot 8 min 51 s 85          | Sentayehu Ejigu 8 min 52 s 08        |
| 2012    | Hellen Obiri 8 min 37 s 16                   | Meseret Defar 8 min 38 s 26             | Gelete Burka 8 min 40 s 18           |
| 2014    | Genzebe Dibaba 8 min 55 s 04                 | Hellen Obiri 8 min 57 s 72              | Maryam Yusuf Jamal 8 min 59 s 16     |
| 2016    | Genzebe Dibaba 8 min 47 s 43                 | Meseret Defar 8 min 54 s 26             | Shannon Rowbury 8 min 55 s 55        |
| 2018    | Genzebe Dibaba 8 min 45 s 05                 | Sifan Hassan 8 min 45 s 68              | Laura Muir 8 min 45 s 78             |
| 2022    | Lemlem Hailu 8 min 41 s 82                   | Elinor Purrier St. Pierre 8 min 42 s 04 | Ejgayehu Taye 8 min 42 s 23          |
| 2024    | Elinor Purrier St. Pierre 8 min 20 s 87 (CR) | Gudaf Tsegay 8 min 21 s 13              | Beatrice Chepkoech 8 min 22 s 68     |
| 2025    | Freweyni Hailu 8 min 37 s 21                 | Shelby Houlihan 8 min 38 s 26           | Jessica Hull 8 min 38 s 28           |